# Kubuś poznaje pory roku
Kubuś poznaje pory roku (ang. Winnie the Pooh Discovers the Seasons) – amerykański krótkometrażowy animowany film edukacyjny z 1981 roku w reżyserii i produkcji Ricka Reinerta na zlecenie Walt Disney Educational Media Company.

## Fabuła
Krzyś przedstawia Kubusiowi ciekawy, nowy prezent – kalendarz. Kubuś nigdy go nie widział, a Krzyś mu wyjaśnia, że jest to sposób śledzenia dni, tygodni, miesięcy i pór roku. W Stuwiekowym Lesie Kubuś, Prosiaczek, Sowa, Kłapouchy i Królik poznają poszczególne pory roku badając świat wokół nich i zauważają zmiany, np. woda w stawie staje się twarda i śliska, gdy robi się zimno w zimie i staje się orzeźwiająca i przyjemna do pływania, gdy robi się ciepło w lecie.

## Obsada głosowa
- Hal Smith –
  - Kubuś Puchatek,
  - pan Sowa
- Kim Christianson – Krzyś
- Ray Erlenborn – Królik
- Ron Feinberg – Kłapouchy
- John Fiedler – Prosiaczek
- Laurie Main – Narrator

## Wersja polska
Opracowanie: Start International Polska 

Dialogi: Krystyna-Skibińska-Subocz 

Tekst piosenki: Marek Robaczewski 

Wystąpili:
- Maciej Kujawski – Kubuś Puchatek
- Ryszard Nawrocki – Królik
- Jan Prochyra – Kłapouchy
- Włodzimierz Bednarski – pan Sowa
- Tomasz Steciuk – Prosiaczek
- Tadeusz Sznuk – Narrator

Lektor: Jacek Brzostyński

## Produkcja
Kubuś poznaje pory roku był kolejną po Foods and Fun: A Nutrition Adventure (1981) produkcją Ricka Reinerta i jego wytwórni, którą stworzyli w ramach kontraktu z Walt Disney Productions. Była to pierwsza disneyowska animacja, od czasów Merbabies (1938) Harman-Ising Productions z serii Silly Symphonies, tworzona przez niezależne studio animacji. Z oryginalnej obsady wrócił jedynie John Fiedler w roli Prosiaczka oraz Hal Smith, który oprócz roli Sowy przejął też rolę Kubusia Puchatka po Sterlingu Hollowayu. Wraz Kubusiem Puchatkiem i miododajnym drzewem, są jedynymi disneyowskimi produkcjami o Kubusiu Puchatku, w których nie występuje Tygrys.

## Premiera
Kubuś poznaje pory roku został wydany we wrześniu 1981 roku jako film edukacyjny do szkół. W Polsce film premierowo został wyemitowany na TVP1 w serialu Kaczor Donald przedstawia emitowanym w latach 2006-2009.

## Literatura
- Cztery pory roku z Kubusiem Puchatkiem, EGMONT[7].
- Krzysztof Kopciński, Kubuś Puchatek poznaje cztery pory roku, EGMONT[8].